# Caitlin Todd
Caitlin "Kate" Todd è un personaggio immaginario della serie televisiva NCIS - Unità Anticrimine interpretato da Sasha Alexander, che appare in 49 episodi della serie. Alexander è presente nel cast principale sin dal primo episodio della longeva serie tv (Air Force One) , prima di lasciare il cast principale nel finale della seconda stagione Crepuscolo (2x23). Inoltre è stata accreditata come guest star per le sue apparizioni negli episodi della terza stagione Uccidete Ari, prima parte e Uccidete Ari, seconda parte (3x2) ed è apparsa non accreditata come doppiatore durante il quattordicesimo episodio dell'ottava stagione, In memoria. Successivamente, il personaggio è apparso in fotografie, flashback o filmati d'archivio. La sua apparizione più recente è avvenuta attraverso filmati d'archivio nell'episodio Due passi indietro (15x22).

## Dopo gli episodi pilota di JAG
Dopo gli episodi  La regina di ghiaccio e Catastrofe annunciata dell'ottava stagione di JAG - Avvocati in divisa , il personaggio di Kate è stato creato per sostituire quello di Vivian Blackadder (interpretato da Robyn Lively), che Donald P. Bellisario, il creatore della serie, riteneva "troppo debole".

## L'addio alla serie
Donald P. Bellisario ha dichiarato che Sasha Alexander ha lasciato la serie a causa di un programma di riprese estenuante, affermando che "Almeno 16 ore al giorno di riprese, senza contare il trucco e tutto il resto". Il co-protagonista Michael Weatherly ha dichiarato di non essere stato informato fino al febbraio 2005, e ha scoperto che Kate sarebbe stata assassinata solo quando "ha visto il ragazzo degli effetti speciali attaccare un impacco di sangue ai capelli di Sasha". Dopo la morte di Kate, i fan hanno protestato con i creatori della serie, mentre Bellisario ha annunciato che la sostituta di Kate sarebbe stata "un nuovo personaggio femminile, molto diverso dall'agente Todd. Una ragazza europea o australiana che è molto a suo agio con la sua femminilità e sessualità'". L'attrice cilena Cote de Pablo è stata successivamente scelta per interpretare l'ufficiale israeliano del Mossad Ziva David per sostituire la defunta Caitlin.

## Scheda personale
Caitlin è nata in Indiana ed è la più giovane di cinque figli, inclusi tre fratelli (definiti da lei "praticamente psicotici") e una sorella maggiore (presentata come Rachel Cranston nell'episodio 14 della stagione 8 " In memoria..".), ed è cattolica. Ha anche menzionato di avere una cugina di nome Maureen Ingalls. 
Prima di unirsi all'NCIS, Kate ha frequentato il college dal 1993 al 1994, studiando prima legge, ma ha abbandonato gli studi dopo un solo anno sentendosi come se avesse trascorso "10 anni in prigione". Nel 1994, vinse un concorso di "Miss Maglietta Bagnata" durante una sua vacanza a Panama City Beach, in Florida. Anthony "Tony" DiNozzo, scoperto ciò, si è divertito a usare l'informazione come fonte di divertimento e possibile ricatto. Qualche tempo dopo il college, entrò nei servizi segreti degli Stati Uniti e alla fine fu assegnata alla sicurezza del Presidente a bordo dell'Air Force One. Considerando il suo lavoro molto impegnativo, non ha avuto il tempo di incontrare qualcuno al di fuori del lavoro, e ha iniziato una relazione romantica con il marine assegnato come portatore della "Nuclear football" presidenziale, Timothy Kerry, infrangendo così le regole dei servizi segreti che vietano i rapporti tra colleghi. Kate incontra per la prima volta la squadra di Gibbs proprio mentre assolve i suoi doveri di agente dei servizi segreti, e viene assunta come agente speciale al termine del primo episodio della prima stagione.

## Trame
Alla fine dell'episodio Air Force One, Kate si dimette dai servizi segreti prima che i suoi superiori la licenzino per aver disobbedito alle regole della fraternizzazione; l'agente speciale dell'NCIS Leroy Jethro Gibbs la recluta quasi immediatamente e la assegna alla sua squadra, affiancandola a Anthony DiNozzo. Diventa rapidamente un membro chiave della squadra guidata da Gibbs con sede presso l' NCIS a Washington DC. Todd diventa così la profiler del gruppo. All'inizio rimane sorpresa dall'apparente disprezzo dell'NCIS per le regole, ma si ritrova a ignorare quest'ultime per ottenere prove molto importanti per la risoluzione dei casi. Per esempio, nell'episodio L’incidente (1x22) suggerisce di hackerare un database riservato. Le altre abilità di Kate includono l'analisi delle fatture contraffatte e i dettagli sulla protezione, che ha acquisito durante il suo periodo come agente dei servizi segreti. A differenza di Gibbs, Kate sembra interagire emotivamente con le vittime, come nell'episodio Bestia Nera (1x16), si dimostra incapace di uccidere il terrorista, che verrà poi identificato come Ari Haswari, infiltratosi nella sede dell'NCIS. 
Con DiNozzo litiga spesso su questioni legate alla privacy: durante le prime due stagioni, Kate è l'obiettivo principale dei dispetti di Tony, che ha l'abitudine di curiosare nella borsetta di Kate o di spiarne il cellulare, cosa che non manca di innervosire Kate. Al contrario, DiNozzo è anche il bersaglio di numerose provocazioni e prese in giro regolari da parte di Kate. In un'occasione si scopre che Kate ha la fobia di andare dal dentista, ma alla fine la supera grazie a Tony che le dà il numero di un ipnotizzatore.
È una disegnatrice di talento tale da realizzare, durante un caso, un accurato identikit di un sospetto. Durante lo stesso episodio, si scopre che ha disegnato caricature della squadra, alcune delle quali mostrano DiNozzo che desidera una bella ragazza e la scienziata forense dell'NCIS Abby Sciuto come un pipistrello. Ha ritratto anche Gibbs, ma è riuscita a riprendere il suo blocco da disegno da DiNozzo prima che lo rivelasse. Nella terza stagione, quando Ziva David si unisce alla squadra a tempo pieno e si trasferisce alla scrivania di Kate, trova e consegna a Gibbs il blocco delle caricature. Vi troverà i ritratti di ogni membro della squadra. McGee, nel corso della tredicesima stagione, trova uno degli schizzi di Kate sulla sua scrivania.
Oltre a essere eccellente nel disegno, Kate, come Abby, è molto abile nell'uso della tecnologia. Nonostante scriva con la mano destra, Kate usa il mouse del computer con la mano sinistra, suggerendo che potrebbe essere ambidestra. Ha anche detto a Gibbs e DiNozzo che nonostante sia destra gioca a golf con la mano sinistra.

### Morte
Kate viene assassinata durante l'episodio conclusivo della seconda stagione intitolato Crepuscolo, dopo che lei e la squadra hanno smantellato con successo un magazzino che ospitava una nota cellula terroristica. Dopo essere stata ufficialmente sollevata dall'incarico di protezione che le era stato assegnato da Tom Morrow, Kate viene colpita alla testa dal cecchino e doppio agente del Mossad Ari Haswari.
Successivamente viene rivelato che Ari ha preso di mira e ucciso Kate semplicemente perché voleva causare dolore a Gibbs. Durante una discussione immaginaria con il dottor Mallard all'obitorio, Kate spiega che non era stata in grado di uccidere Ari perché lo aveva guardato negli occhi e aveva visto in essi qualcosa di gentile. Esprime inoltre rammarico per non aver ucciso Ari quando ne aveva la possibilità perché non meritava di morire. In cerca di vendetta, Gibbs inizia una caccia all'uomo, e Ari alla fine viene ucciso dalla sua stessa sorellastra, l'ufficiale del Mossad Ziva David. Il funerale di Kate si tiene in Indiana. Viene sepolta con gli onori civili, dopo che le è stata assegnata postuma la Medaglia Presidenziale della Libertà per volere di Gibbs e della direttrice Jennifer Shepard.

### Dopo la morte
La morte di Kate è un duro colpo per la squadra, che inizialmente fatica ad accettare la sua perdita. Ad esempio, DiNozzo dice all'agente speciale Timothy McGee di chiedere a Kate se hanno o meno le ginocchiere prima di ricordare che è morta. Inoltre sarà Ziva a ricordare a un Gibbs sofferente di amnesia che Kate è morta e che è stata lei a uccidere l'assassino dell'agente. 
Durante la quarta stagione, Gibbs chiama accidentalmente Ziva "Kate" dopo essere tornato all'NCIS dopo il suo ritiro temporaneo. Kate viene menzionata brevemente anche dal dottor Mallard In Vendetta (6x25). in La solita Routine (7x1) Tony afferma: "Il vuoto che ha lasciato è stato ricoperto dal agente speciale Ziva David", ed è sempre Tony, in seguito all'omicidio di Lara Macy, nell'episodio Vendetta messicana 1ª parte (7x23), chiede chi ha ucciso "un'altra agente dell'NCIS", riferendosi alla morte di Kate. Nell'episodio In memoria... (8x14) molti flashback, soprattutto dell'episodio Occhi Azzurri (2x17), vengono utilizzati per illustrare i ricordi di Gibbs, DiNozzo, Abby, Ducky, McGee e Rachel, la sorella di Kate, mentre ricordano il loro amica e sorella defunta. Una scena in cui Rachel dorme dietro l'ex scrivania di Kate richiama una scena dell'episodio Crepuscolo (2x23) con Kate protagonista. Alla conclusione dell'episodio, Rachel afferma in lacrime che la squadra è stata "migliore di lei a superare il lutto", rivelando il suo bisogno di concludere. Gibbs poi la porta nel suo seminterrato, mostrando a Rachel dove Ziva ha ucciso Ari, aiutandola a trovare una conclusione. Sasha Alexander ha registrato clip vocali per questo episodio. Successivamente in Istinto Animale (9x1) vengono fatti diversi riferimenti a Kate, mentre Rachel Cranston viene chiamata "la sorella della dottoressa Kate".
Nell'episodio Tutta la vita davanti agli occhi (9x14) viene mostrata una versione di Kate in un universo alternativo in cui non è mai stata uccisa da Ari, è ancora un agente dell'NCIS ed è sposata con DiNozzo, con cui ha una bambina di nome Kelly. La sua scrivania è adornata con fotografie di lei e suo marito. Kate viene ancora menzionata nell'episodio Analisi psicologica (9x16) quando sua sorella ritorna all'NCIS, e successivamente nell'episodio Sorprese di Natale (10x10) viene rivelato che Tony ha chiamato il suo pesce rosso in onore di Kate. Il pesce rosso gioca un ruolo significativo in Nel mirino (11x1), quando DiNozzo ha una conversazione con Kate riguardo all'assenza di Ziva.
In Test d'ingresso (11x9) Abby afferma che Bishop è un artista eccellente, ma non è "brava quanto Kate". Successivamente racconta a Bishop la storia della morte di Kate per prepararla alla notizia della morte del suo stesso partner.
Nell'episodio Vivere di regole (12x10) McGee spiega le regole di Gibbs a suo padre, che sta per morire, e le scene con Kate sono prominenti, e nell'episodio Mantenere i controllo (12x11), Diane Sterling viene assassinata in un modo che rispecchia la morte di Kate per causare a Gibbs un dolore significativo. Il "fantasma" di Kate si affaccia sul corteo funebre di Dorneget insieme a Shepard, Cassidy, Pacci, Franks e lo stesso Dorneget, nell'episodio Bambini sperduti (12x23). Nell'episodio Una ragione per vivere viene mostrata una caricatura di McGee disegnata da Kate, mentre quando il partner di Kate, DiNozzo, si dimette dall'NCIS in La famiglia innanzitutto (13x24), una fotografia di loro due viene vista tra i suoi effetti personali. Nello stesso episodio, la fotografia del documento d'identità di Kate e il suo distintivo vengono mostrati su un muro commemorativo mentre Gibbs piange Ziva.

## Relazioni sociali

### Leroy Jethro Gibbs
Sebbene fossero in forte conflitto durante il loro primo incontro, Kate ha un ottimo rapporto con Gibbs. Gibbs vede immediatamente il suo potenziale come agente speciale e la assunse subito dopo le sue dimissioni dai servizi segreti. Nonostante gli inizi difficili durante i quali Kate si risentiva della durezza e dei modi maleducati di Gibbs, ha molto rispetto per Gibbs e lavora bene con lui. È il suo mentore e crede che sia una brava agente; in un episodio Gibbs porta Kate con sé a bordo di un sottomarino d'attacco di classe Los Angeles della Marina americana, anche se le donne sono considerate "problematiche" a bordo dei sottomarini; per portare Caitlin con sé, Gibbs non esitò a discutere con il comandante. 
Seguendo la sua tendenza a sapere "tutto di tutti", Gibbs sapeva cosa rappresentava il tatuaggio che Kate ha sulla schiena e apparentemente fu il primo a identificare la dottoressa Rachel Cranston come la sorella di Kate. 
Di fronte alla morte di Kate, Gibbs, scioccato e vendicativo, si ritrovò sopraffatto dal senso di colpa e, come il resto dei personaggi, iniziò ad avere visioni di lei. Le sue prime visioni di Kate lo incolpavano della sua morte e con rabbia chiedevano di sapere perché era stata uccisa lei invece di lui, suggerendo addirittura che Gibbs avrebbe dovuto suicidarsi. Dopo aver vendicato la sua morte facendo uccidere Ari, tuttavia, ebbe un'altra visione di lei al suo funerale in cui lei sembrava averlo perdonato, sorridendo e dicendogli scherzosamente "Sei in ritardo per il mio funerale, Gibbs". 

### Anthony DiNozzo
La relazione di Kate con il suo collega Tony DiNozzo potrebbe essere definita una relazione di amore-odio poiché di solito litigavano a vari livelli di maturità. I due gareggiavano costantemente, sia durante gli allenamenti che nelle indagini. Kate era spesso critica nei confronti del comportamento di DiNozzo, soprattutto riguardo al suo atteggiamento nei confronti delle donne e alla sua mancanza di rispetto per i confini personali; in effetti, DiNozzo frugava regolarmente nella borsa, nel cellulare, nel PDA e nel computer desktop di Kate, scoprendo informazioni personali come l'identità dei suoi appuntamenti. DiNozzo si è intrufolato a sua insaputa in bagno mentre lei faceva la doccia per lavarsi i denti, cosa che l'ha fatta infuriare quando lo ha notato; tuttavia, non era raro che DiNozzo venisse preso in giro e schernito da Todd, soprattutto dopo che DiNozzo aveva baciato una donna sospettata che era, a sua insaputa, una transessuale; i loro battibecchi sono diventati così gravi nell'episodio "Tutto per il successo" che hanno cercato consiglio dal dottor Mallard.
Nonostante la sua antipatia per l'abitudine di Tony di violare la sua privacy, vanno d'accordo al lavoro, con Tony che spesso le spiega il gergo militare. Si "alleano" anche contro McGee quando si è unito per la prima volta alla squadra lasciandogli svolgere alcuni dei lavori più banali. Nell'episodio della seconda stagione " Intrusione " hanno ingannato McGee facendogli bere il caffè di Gibbs, che è un noto tabù. In molte occasioni, DiNozzo si è dimostrato premuroso, gentile e persino al limite del romantico con Todd. Le ha comprato dei fiori come offerta di pace dopo averla infastidita nell'episodio " Vanited ". Ha mostrato preoccupazione per lei diverse volte, incluso alla fine degli episodi " Left For Dead ", quando si è resa conto di essere stata interpretata da una vittima, e " Bête Noire ", quando è stata tenuta in ostaggio da Ari. Nell'episodio " The Bone Yard ", DiNozzo era quasi possessivo nei confronti di Todd quando McGee gli propose l'idea di fingere di essere l'amante di Todd per entrare in una clinica di paternità per fotografare le prove per Sciuto, dicendo che l'avrebbe fatto lui al posto di McGee; più tardi nello stesso episodio, ha detto a Todd che pensava formassero una bella coppia, al che lei ha risposto "Forse per The Jerry Springer Show ". Nell'episodio " Black Water ", è arrivato vicino alla gelosia quando Todd ha accettato un appuntamento offerto dal fratello della vittima. Durante gli eventi di " My Other Left Foot ", DiNozzo era ossessionato dall'idea che Todd avesse un tatuaggio e ha chiesto dove fosse durante l'intero episodio. Negli extra visti nel cofanetto DVD della seconda stagione, i produttori hanno dichiarato che era previsto che ci fosse una relazione tra questi due personaggi. Quando DiNozzo si atteggiava a criminale in "Chained", Todd ha mostrato molta preoccupazione per la sua sicurezza. "SWAK", dopo che Todd è risultato non infetto, ha continuato a stare con DiNozzo, mentendogli sulla sua condizione anche se sapeva che il rischio di infezione era ancora imminente. Mentre apparentemente stava per morire, Todd era devastato e iniziò a piangere; Alla fine DiNozzo sopravvisse, con suo grande sollievo. 
Stando con Gibbs e Todd quando fu uccisa, DiNozzo rimase particolarmente scioccato e la sua morte avrebbe avuto un grave impatto su di lui, che insieme ad altri eventi lo fecero "crescere" nelle stagioni successive. Come mostrato negli episodi "Kill Ari" I e II, DiNozzo ha lottato con il dolore, culminando in una scena in cui lui e McGee piangono per il cadavere di Todd nella sala autopsia del dottor Mallard. Alla fine venne a patti con la sua morte dopo il suo funerale.
Dopo la morte di Todd, come gli altri personaggi, anche DiNozzo ha avuto una visione della sua autopsia. Tipico della personalità sciovinista di DiNozzo, Todd è apparso con l'uniforme da scolaretta cattolica di cui aveva chiesto nell'episodio "Bikini Wax". Dopo avergli detto che sapeva sempre cosa stava pensando, si rese conto che indossava l'uniforme e lo rimproverò rapidamente, dicendo "Tony, sono appena morta e tu hai una fantasia sessuale?" al che lui ha risposto: "Non posso farci niente. A volte ti immaginavo nudo" e lei ha risposto urlando scioccata pochi secondi prima che Ziva David fosse presentato per la prima volta. Questa "fantasia sessuale" è stata rappresentata dopo che DiNozzo si è offerto di tornare fuori sotto la pioggia battente e trovare il proiettile che ha ucciso Todd e si è arrabbiato quando McGee ha migliorato la risposta che aveva detto a Gibbs. stagione " Un uomo entra in un bar ... ", la sorella di Todd, Rachel, suggerisce a DiNozzo che Todd era "duro con [lui] perché sapeva di cosa [lui] era veramente capace". 
Nel 200º episodio, " La vita davanti ai suoi occhi ", uno dei numerosi scenari di realtà alternativa prevedeva che Kate sopravvivesse, sposasse DiNozzo e avesse un figlio con lui.

### Donald "Ducky" Mallard
In "Yankee White", il dottor Mallard è stato il primo membro dell'NCIS ad andare d'accordo con Todd. I due si piacevano molto e si prendevano sinceramente cura l'uno dell'altro, come si è visto in diversi episodi tra cui "Reveille" e "The Meat Puzzle".
In quest'ultimo, Gibbs assegnò Todd come scorta di protezione di Mallard quando la sua vita fu minacciata da un criminale. Fa con gli altri membri della squadra, Ducky di solito chiamava Todd con il suo nome completo, Caitlin, proprio come fece il suo futuro assassino, Ari Haswari.
La morte di Todd fu un duro colpo per Mallard, che non permetteva a nessun altro di eseguire l'autopsia sul suo cadavere. Prima di iniziare, tuttavia, ebbe una visione del corpo che gli parlava, dichiarando che sentiva di non meritare di morire. Nell'episodio dell'ottava stagione "Un uomo entra in un bar...", Mallard ha un flashback di questa visione mentre parla con la dottoressa Rachel Cranston.

### Abby Sciuto
Come con il dottor Mallard, Todd e Abby andarono molto d'accordo abbastanza velocemente, fino a diventare amici intimi. Spesso facevano progetti insieme, come trascorrere insieme il fine settimana in una spa.
Inoltre, come visto durante "Un collegamento debole", Abby è stata vista parlare con Kate e chiedere consigli sulla sua relazione con McGee dopo che lui aveva confessato ad Abby che gli piaceva, lasciandola incerta su come rispondere al commento.
Naturalmente, è stata una delle persone più profondamente colpite dalla morte di Todd, ma ha riacquistato la compostezza dopo essere stata rallegrata da una visione gotica post mortem di Todd. In seguito ha suonato un disco di musica jazz al funerale di Todd, come parte della sua eredità a New Orleans . Tuttavia, rimase colpita per molto tempo dopo il funerale, e inizialmente era in disaccordo con la neo reclutata Ziva David, sia perché prese il posto di Todd sia a causa della sua affiliazione con l'assassino di Todd, Ari Haswari. Qualche tempo dopo, però, ricucirono le barriere, diventando migliori amici.
Nell'episodio "Marine Down", è stato rivelato che Todd aveva disegnato diverse caricature dei suoi compagni di squadra, inclusa una di Sciuto come un pipistrello vampiro. Todd iniziò a scusarsi, dicendo che non c'era nulla di cattivo nel disegno, solo per essere interrotto da una felicissima Sciuto che le chiese se poteva appenderlo al muro del suo laboratorio. Quando Kate morì, Abby usò il disegno come ricordo della sua migliore amica Kate. In seguito lo fissò mentre piangeva all'indomani della morte di Todd in "Kill Ari (Parte I)".

### Timothy McGee
Quando McGee fu presentato in "Sub Rosa", Todd protestò per l'apparente abuso di autorità di DiNozzo quando ordinò a McGee di rimanere sulla scena del crimine finché qualcun altro non fosse venuto a dargli il cambio. Todd e McGee hanno collaborato per un brevissimo periodo durante l'episodio "UnSEALed", durante il quale lui è venuto in suo aiuto quando è stata legata da un ex Navy SEAL.
Per tutta la seconda stagione, DiNozzo e Todd a volte si alleavano contro McGee per prenderlo in giro, ma Todd generalmente disapprovava gli scherzi di DiNozzo e il nonnismo nei confronti di McGee. Dopo l'omicidio di un testimone sotto la sorveglianza di McGee, Todd fu il primo a cercare di confortarlo. 
Dopo la morte di Todd, come il resto della squadra addolorato, McGee ha dovuto affrontare la perdita di un amico e, come DiNozzo, fantasticava su di lei. Più tardi, McGee viene mostrato in lutto con DiNozzo per il cadavere di Todd.